# Discothyrea antarctica

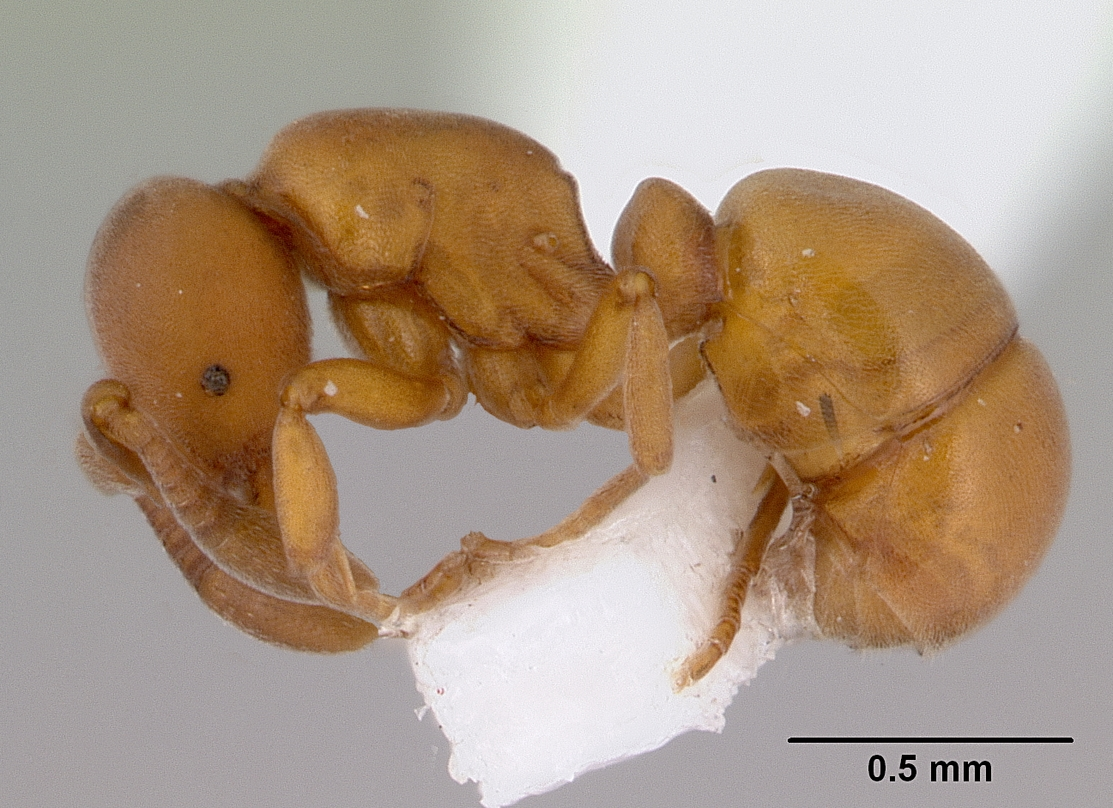
Вид сбоку

Discothyrea antarctica (лат.) — вид мелких муравьёв рода Discothyrea из подсемейства Proceratiinae (Formicidae).

## Распространение
Новая Зеландия.

## Описание
Мелкого размера муравьи желтовато-коричневого цвета с загнутым вниз и вперёд кончиком брюшком; длина рабочих около 3 мм. Голова округло-овальная, глаза мелкие и расположены в передне-боковой части головы. Охотятся на яйца пауков и других членистоногих. Усики рабочих 9-члениковые с сильно увеличенным вершинным члеником. Заднегрудка без проподеальных шипиков.
Стебелёк между грудкой и брюшком состоит из одного узловидного членика (петиоль). Семьи малочисленные (менее 50 муравьёв), гнездятся в лесной подстилке, муравьи при опасности притворяются мёртвыми.

## Систематика
Вид был впервые описан в 1895 году итальянским мирмекологом Карло Эмери по типовым материалам из Новой Зеландии сразу в двух изданиях (в немецком и новозеландском). Вместе с 30 другими видами D. antarctica образует род Discothyrea, включаемый в подсемейство Proceratiinae (триба Proceratiini).